# Catilina Aubameyang
Catilina Aubameyang (Libreville, 1 de setembro de 1983) é um ex-futebolista gabonense que atuava como ponta-esquerda.

## Carreira
Nascido em Libreville, disputou seu primeiro jogo como profissional aos 16 anos, quando ainda integrava as categorias de base da Reggiana, entrando como substituto de Igor Protti na vitória por 2 a 0 sobre o Torino, pela Série B. Em 2000, se transferiu para o Milan, fazendo sua estreia como atleta profissional dos rossoneri frente ao BATE Borisov, pela Copa da UEFA, substituindo Cristian Brocchi aos 37 minutos do segundo tempo, quando o Milan já vencia por 4 a 0. Na temporada 2001–02, foi utilizado em 4 partidas, contra Deportivo La Coruña (Liga dos Campeões da UEFA), Ancona (2 jogos, pela Copa da Itália) e Piacenza, que além de ter sido o primeiro jogo na Série A, foi também seu último como jogador do Milan, que o emprestaria para  Triestina, Rimini, Ancona, Lugano e Chiasso até o final de seu contrato, em 2006.
Defendeu ainda FC 105 Libreville, Paris FC, Ajaccio, Gazélec Ajaccio e Sapins antes de voltar ao futebol italiano em 2013, atuando por ASD Verbano Calcio, UC Cairate, FC Tradate, Mozzate Calcio 1923 e Fagnano Olona antes de encerrar a carreira em 2019, aos 35 anos.

## Seleção
Com dupla cidadania, Catilina Aubameyang representou as seleções Sub-19  e Sub-21 da França em 2001 e 2004, ano em que passou a representar o Gabão, estreando na vitória por 3 a 0 sobre a Argélia, tendo inclusive marcado seu primeiro (e único) gol pelas Panteras neste jogo.
Ele não chegou a disputar nenhuma competição oficial, uma vez que o Gabão ficou de fora das edições de 2006 e 2008 da Copa das Nações Africanas, além de não ter sido convocado para o torneio de 2010.

## Vida pessoal
Seu pai, Pierre Aubameyang, disputou a Copa Africana em 1994 e 1996. 
É irmão dos também futebolistas Willy Aubameyang e Pierre-Emerick Aubameyang.

## Títulos
Milan
- Copa da Itália: 2002–03
- Liga dos Campeões da UEFA: 2002–03

Gazélec Ajaccio
- Championnat de France Amateur: 2010–11